# Rue de Spa (Liège)
La rue de Spa est une artère liégeoise qui va du boulevard Émile de Laveleye et de la rue des Vennes à la rue de Londres, dans le quartier des Vennes et Fétinne.

## Historique
La rue a été créée au début du XXe siècle lors des importants travaux d'aménagement de la rive droite de la Meuse, pour l'organisation de l'exposition universelle de 1905.

## Rues adjacentes
- Boulevard Émile de Laveleye
- Rue de Londres
- Rue des Vennes

## Architecture et urbanisme
La Rue de Spa est bordée par des maisons caractéristiques de l'architecture bourgeoise du début du XXe siècle (années 1920-1930 essentiellement).
- architecte J. Jorissen : no 14 et 16 (maisons).
- architecte Jos. Moreau : no 12 (maison).